# 992 a.C.

## Eventos
- Primnis, quarto rei de Corinto. Ele reinou por 35 anos.[1]
- No décimo-terceiro ano após a conclusão do templo de Salomão, é construída sua casa.[2]
- Salomão oferece a Hirão, rei de Tiro, vinte cidades da Galileia. Hirão recusa, e Salomão as reconstrói, plantando colônias israelitas nelas.[2]
- Salomão constroi Gezer, cidade que seu sogro, o faraó, havia tomado dos cananeus e dado a Salomão. A cidade se localizava na tribo de Efraim.[2]